# Evangelický kostel (Oráčov)
Evangelický kostel v Oráčově je kulturní památkou od roku 2001.
Obec Oráčov leží v okrese Rakovník, 5 km severozápadně od Jesenice. Do druhé světové války žilo v obci téměř výhradně německé obyvatelstvo, v letech 1938–1945 ležela obec v Sudetech. Po válce bylo původní obyvatelstvo odsunuto, obec byla částečně dosídlena.

## Evangelický sbor
Obyvatelstvo bylo převážně katolické, přestupkové hnutí v Německu na přelomu 19. a 20. století vedlo ke vzniku kazatelské stanice augspurského sboru v Chomutově (Komotau). V roce 1908 byl oráčovský sbor přefařen k nově vzniklému sboru v Hořovičkách (Deutsch-Horschowitz). Po vzniku Československé republiky v roce 1918 vstoupil sbor do Německé evangelické církve, která byla v roce 1945 zrušena.
V roce 1948 byla v Oráčově zřízena kazatelská stanice sboru Českobratrské církve evangelické v Kralovicích, v roce 1952 přefařen k nově ustavenému sboru v Podbořanech spadajícího do Západočeského seniorátu.
V současnosti se v kostele bohoslužby konají jedenkrát měsíčně vždy druhou neděli v měsíci.

## Historie a architektura kostela
Německá evangelická kazatelská stanice si postavila v roce 1902 jednolodní novogotický kostel na západním okraji obce. Stavbu projektoval stavitel Josef Schindler z Podbořan v novogotickém slohu. Kostel má příčně komponovanou předsíň, v ose průčelí je dominantní čtyřboká věž pokrytá plechem.
Evangelíci se scházeli ke svým bohoslužbám v hostinci čp. 20 a později v soukromém domě čp. 19. Provizorní prostory však vzrůstající evangelické komunitě brzy přestaly stačit. S financemi na stavbu kostela začátkem 20. století evangelíkům v Oráčově pomohla německá evangelická nadace Gustava Adolfa protestantů ze Šlesvicka-Holštýnska velkorysým finančním darem, který pokryl většinu nákladů. Se stavbou kostela se začalo 1. května 1902 a už 1. listopadu téhož roku byl kostel vysvěcen.
Zvony do kostela věnoval majitel továrny na výrobu kartonových obalů v Žatci Moritz Lüdersdorf, jeden z největších podniků svého druhu v Rakousko-Uhersku.
Po zrušení německé evangelické církve v roce 1945 připadl kostel Českobratrské církvi evangelické.

## Kazatelé
V Oráčově působil v letech 1952–1958 jako kazatel Jan Jelínek, zachránce mnoha pronásledovaných na Volyni za druhé světové války.